# Doyenné de Bruxelles-Centre
 (avril 2023).
Si vous disposez d'ouvrages ou d'articles de référence ou si vous connaissez des sites web de qualité traitant du thème abordé ici, merci de compléter l'article en donnant les références utiles à sa vérifiabilité et en les liant à la section « Notes et références ».
 (avril 2023).
Le doyenné de Bruxelles-Centre est une entité du Vicariat de Bruxelles, lequel fait partie de l'archidiocèse de Malines-Bruxelles. Il a été mis en place par Mgr Jozef De Kesel en [Quand ?], lors de la réorganisation de l'Église à Bruxelles. Cette réorganisation prévoit que chaque paroisse est intégrée dans une unité pastorale, elle-même rattachée à un doyenné. 
Le doyenné de Bruxelles-Centre comprend les unités pastorales suivantes :
- Unité pastorale Sainte-Gudule
- Unité pastorale Notre-Dame